# Żelaźnica
Żelaźnica – dawna kolonia. Tereny, na których była położona, leżą obecnie na Białorusi, w obwodzie grodzieńskim, w rejonie ostrowieckim, w sielsowiecie Gudogaje.

## Historia
W czasach zaborów  folwark w gminie Polany, w powiecie oszmiańskim, w guberni wileńskiej Imperium Rosyjskiego. W 1905 roku liczył 10 mieszkańców, 60 dziesięcin.
W latach 1921–1945 folwark a następnie kolonia leżała w Polsce, w województwie wileńskim, w powiecie oszmiańskim, w gminie Polany.
W 1931 w 5 domach zamieszkiwało 28 osób.
Wierni należeli do parafii rzymskokatolickiej w Gudogajach. Miejscowość podlegała pod Sąd Grodzki w Oszmianie i Okręgowy w Wilnie; właściwy urząd pocztowy mieścił się w Ostrowcu.